# سیتو تای شوگون
سیتو تای شوگون (به ژاپنی: 征東大将軍 せいとうたいしょうぐん) یکی از القاب شوگون است که در گذشته در چین و ژاپن استفاده می‌شد و به معنای شوگونی است که مردم دونگی (شرق) را فتح می‌کند. در ژاپن به معنی تحت‌الفظی فرمانده کل قوای تسخیر شرق یک منصب ارتشی در سیستم فئودالی قدیم ژاپن بود.